# Oreodera purpurascens
Oreodera purpurascens är en skalbaggsart som beskrevs av Bates 1880. Oreodera purpurascens ingår i släktet Oreodera och familjen långhorningar.
Artens utbredningsområde är:
- Costa Rica.
- Guatemala.
- Honduras.

Inga underarter finns listade i Catalogue of Life.